# توم ويلينغ
ماس جون باتريك (بالإنجليزية: Tom Welling) «توم» ويلينغ (ولد في 26 أبريل 1977) هو ممثل أمريكي ومنتج ومدير سابق اشتهر بدور كلارك كينت في سمولفيل.

## حياته
ولد ويلينغ في شمال ولاية نيويورك في يوم 26 ابريل 1977 وهو ابن مسؤول تنفيذي في شركة جنرال موتورز.

## روابط خارجية
- توم ويلينغ على موقع IMDb (الإنجليزية)
- توم ويلينغ على موقع روتن توميتوز (الإنجليزية)
- توم ويلينغ على موقع ألو سيني (الفرنسية)
- توم ويلينغ على موقع تيرنر كلاسيك موفيز (الإنجليزية)
- توم ويلينغ على موقع أول موفي (الإنجليزية)
- توم ويلينغ على موقع قاعدة بيانات الأفلام السويدية (السويدية)
- توم ويلينغ على موقع إن إن دي بي (الإنجليزية)
- توم ويلينغ على موقع قاعدة بيانات الفيلم (الإنجليزية)
- توم ويلينغ على موقع كينوبويسك (الروسية)